# Wacheux
Wacheux war ein französischer Hersteller von Automobilen.

## Unternehmensgeschichte
Das Unternehmen aus Calais begann 1903 mit der Produktion von Automobilen. Der Markenname lautete Wacheux. 1905 endete die Produktion.

## Fahrzeuge
Das Unternehmen stellte Kleinwagen her. Sie ähnelten den Modellen von Lacoste & Battmann. Als Fahrgestell diente ein Holzrahmen. Für den Antrieb sorgte ein Einzylindermotor von De Dion-Bouton mit 502 cm³ Hubraum. Der Motor war vorne im Fahrzeug montiert und trieb die Hinterachse an. Das Getriebe verfügte über vier Gänge. Ein Fahrzeug existiert noch.